# Monte Subasio (sommità)
Il Monte Subasio (sommità) è un Sito di Interesse Comunitario (SIC) interno al Parco regionale del Monte Subasio, 
il cui piano di gestione è stato approvato nel 2012 dalla Regione Umbria al fine di proteggere e conservare i sei habitat in esso individuati. Il sito classificato nella Rete europea Natura 2000 con il codice IT5210027 è stato designato Zona Speciale di Conservazione (ZSC) dal Ministero dell’Ambiente nel 2014 a seguito della Direttiva Habitat della Comunità Europea.

## Territorio
Il sito Monte Subasio (sommità) interessa il comune di Assisi e di Spello. Ha una superficie di circa 1.221 ettari e comprende la cima del massiccio calcareo del Monte Subasio. Il comprensorio del Monte Subasio, la cui quota più elevata raggiunge i 1.100 m s.l.m., presenta delle peculiarità vegetali per la particolare morfologia del territorio, costituito da un complesso montuoso ben distinto in termini orografici da quelli circostanti e con altitudini sufficientemente elevate da sfiorare il piano vegetazionale della faggeta. L’area sommitale è caratterizzata dalla presenza di importanti manifestazioni carsiche, le doline, fra le quali spiccano il Mortaro grande e il Mortaro piccolo.

## Habitat
Il sito è caratterizzato dai seguenti habitat costituiti da particolari tipologie di vegetazione:
- Habitat 5130 - Formazioni a ginepro comune (Juniperus communis) su lande o prati calcicoli.[7] È costituito dagli arbusteti di ginepro comune più o meno densi tipicamente associati alle praterie. L’habitat è molto diffuso in Umbria e in espansione negli ambienti collinari e montani su suoli aridi e poco profondi. Si tratta di un paesaggio vegetale di origine secondaria, ovvero dovuto all’intervento umano, ed il cui mantenimento è subordinato alla presenza delle attività di pascolo in assenza delle quali questa vegetazione viene progressivamente sostituita dal bosco.[8]

- Habitat 6110*[9] - Formazioni erbose rupicole,[10] calcicole o basofile dell'Alysso-Sedion albi. È formato da circoscritte porzioni di praterie situate in ambienti caldi e aridi con substrato roccioso emergente. Si distingue per la presenza di specie succulente del genere Sedum, adattate a condizioni di forte aridità, accompagnate da numerose specie di muschi e licheni.[11]

- Habitat 6210(*)[9] - Formazioni erbose secche seminaturali e facies coperte da cespugli su substrato calcareo (Festuco-Brometalia) (*stupenda fioritura di orchidee). L’ecosistema si distingue per le praterie costituite perlopiù da Graminaceae, interessate in alcuni punti da una notevole presenza di Orchidaceae di varie specie, per questo considerate prioritarie (*). Sono praterie secondarie la cui conservazione dipende dall’esistenza di pascolo allo stato brado, nei limiti di un carico sostenibile di capi pascolanti. L’assenza delle tradizionali attività di pastorizia determina lo sviluppo di arbusteti. Dove, invece, c’è un sovraccarico di bestiame, si assiste a fenomeni di erosione del cotico erboso e di banalizzazione della composizione di specie vegetali. L’habitat, endemico dell’Italia appenninica, si sviluppa su vari substrati (calcari, marne, calcareniti e arenarie) ed è considerato prioritario(*) quando si verifica la presenza di una delle seguenti condizioni: a) ricca quota di specie di orchidee; b) importante popolazione di almeno una specie di orchidee ritenuta, a livello nazionale, poco comune; c) una o più specie di orchidee considerate rare, molto rare o di eccezionale rarità a livello nazionale.[12]

- Habitat 6220*[9] - Percorsi substeppici di graminee e piante annue dei Thero-Brachypodietea. È costituito da praterie xerofile diffuse a diverse altitudini che si sviluppano su substrati calcarei generalmente con suoli poco evoluti e soggetti ad erosione.[13]

- Habitat 91AA*[9] - Boschi orientali di quercia bianca. Comprende i boschi mediterranei a dominanza di roverella (Quercus pubescens) in ambienti caldi. Sono piuttosto diffusi in Umbria, anche se spesso fortemente frammentati e, in alcuni casi, costituiti da piccole porzioni di vegetazione relitte, soprattutto nelle aree adatte alla coltura dell'olivo e della vite che ne hanno in gran parte occupato l’area di distribuzione potenziale.[14]

- Habitat 9210*[9] - Faggete degli Appennini con Taxus e Ilex. Include le faggete con presenza di tasso e/o agrifoglio che si sviluppano su substrati prevalentemente calcarei, ma anche silicei o marnosi.[15]

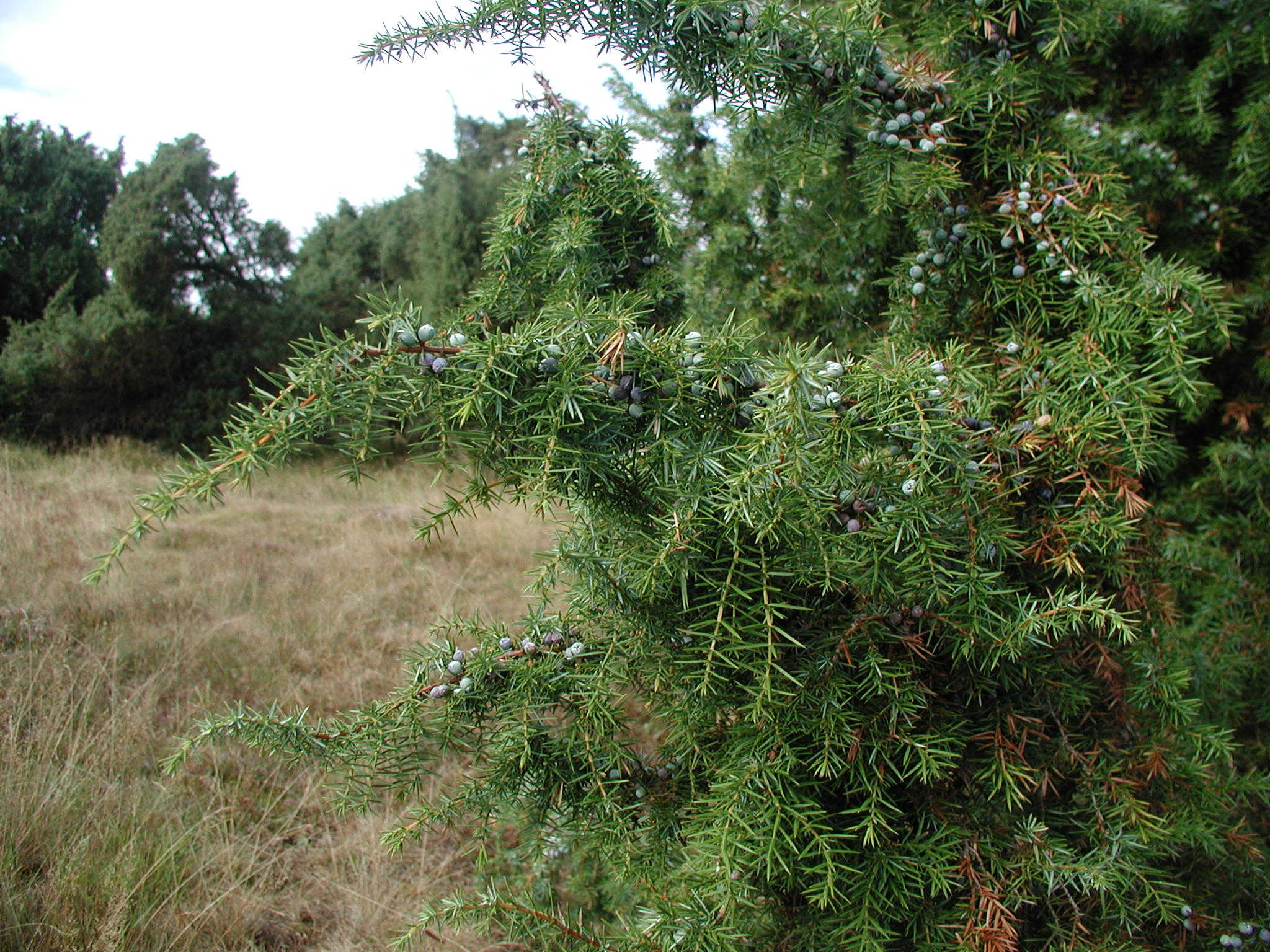
Ginepro comune
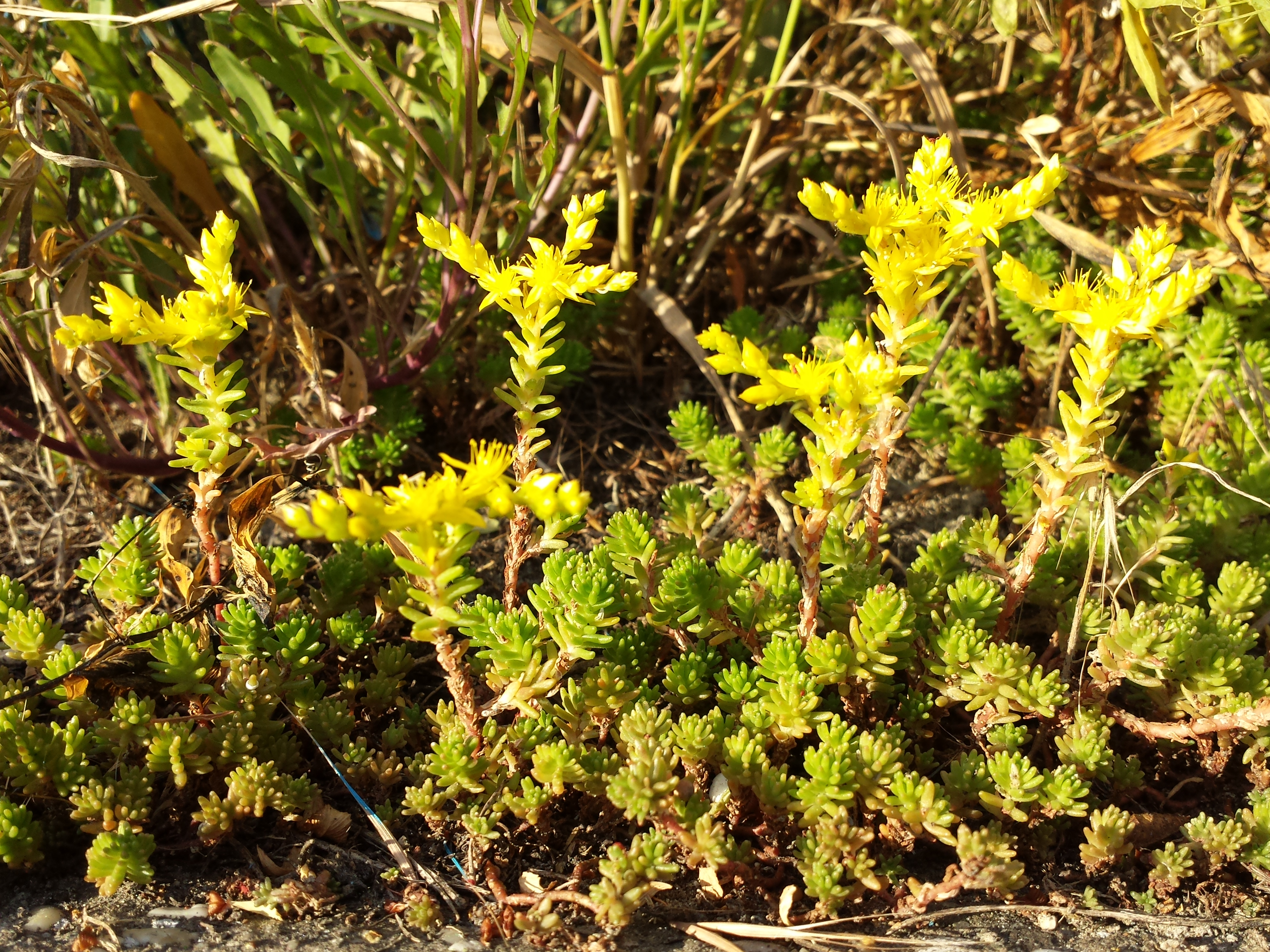
Sedum
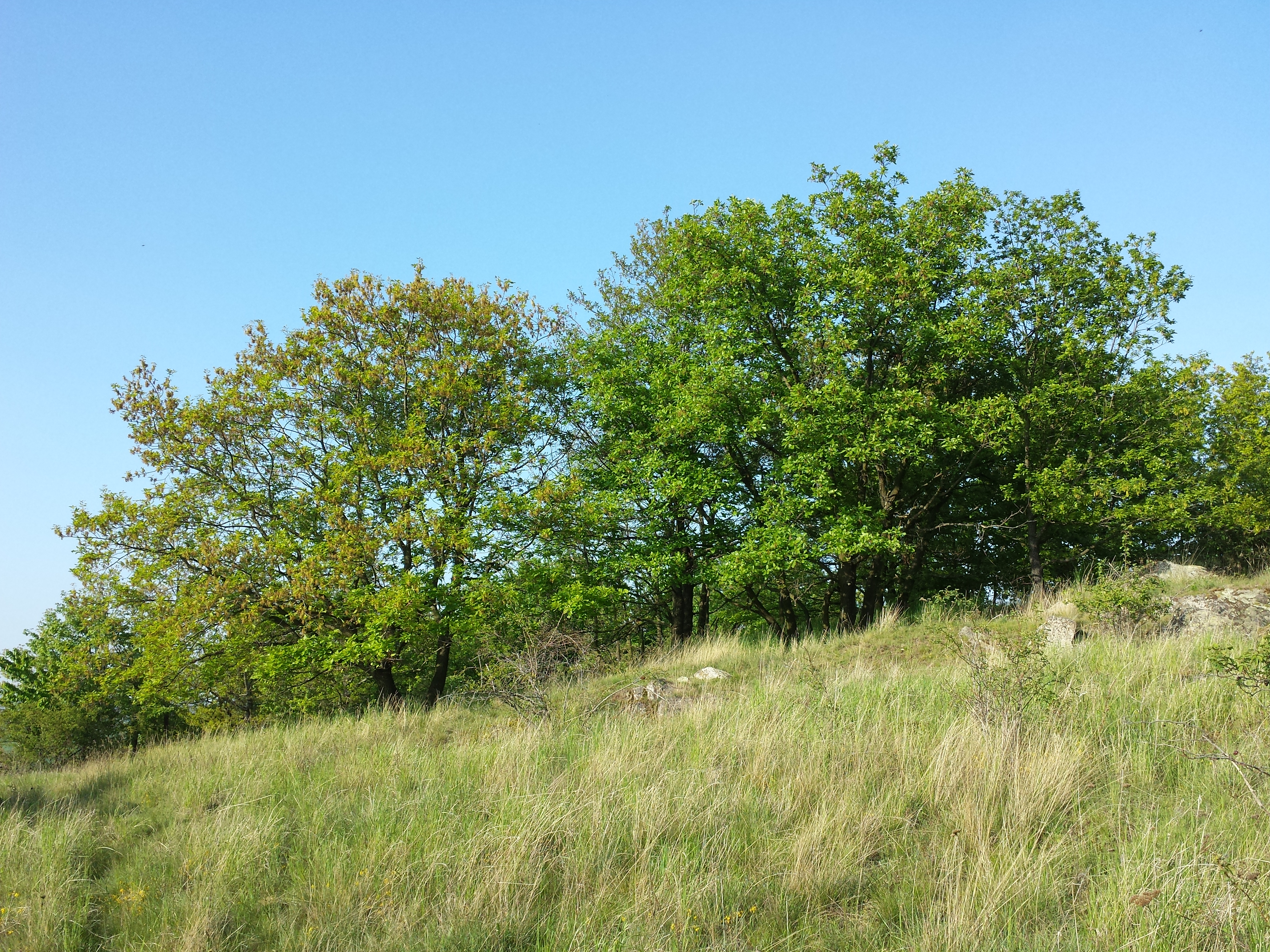
Roverella
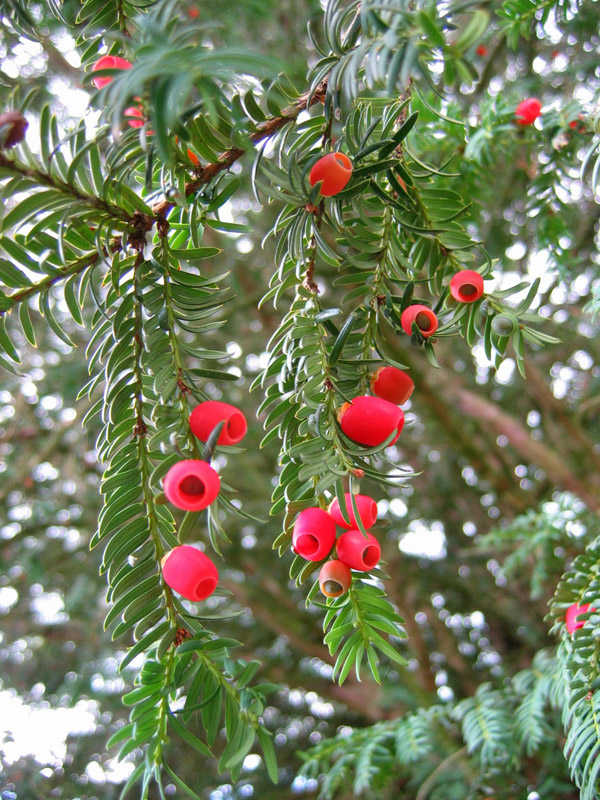
Tasso

## Flora
Nell’area sono segnalate, fra le altre, alcune specie di piante di rilevante interesse floristico vegetazionale a livello regionale: Digitale dell’Appennino (Digitalis micrantha), Poligala gialla (Polygala flavescens), Polmonaria della Vallarsa (Pulmonaria vallarsae), Salice appenninico (Salix apennina), Bucaneve (Galanthus nivalis).

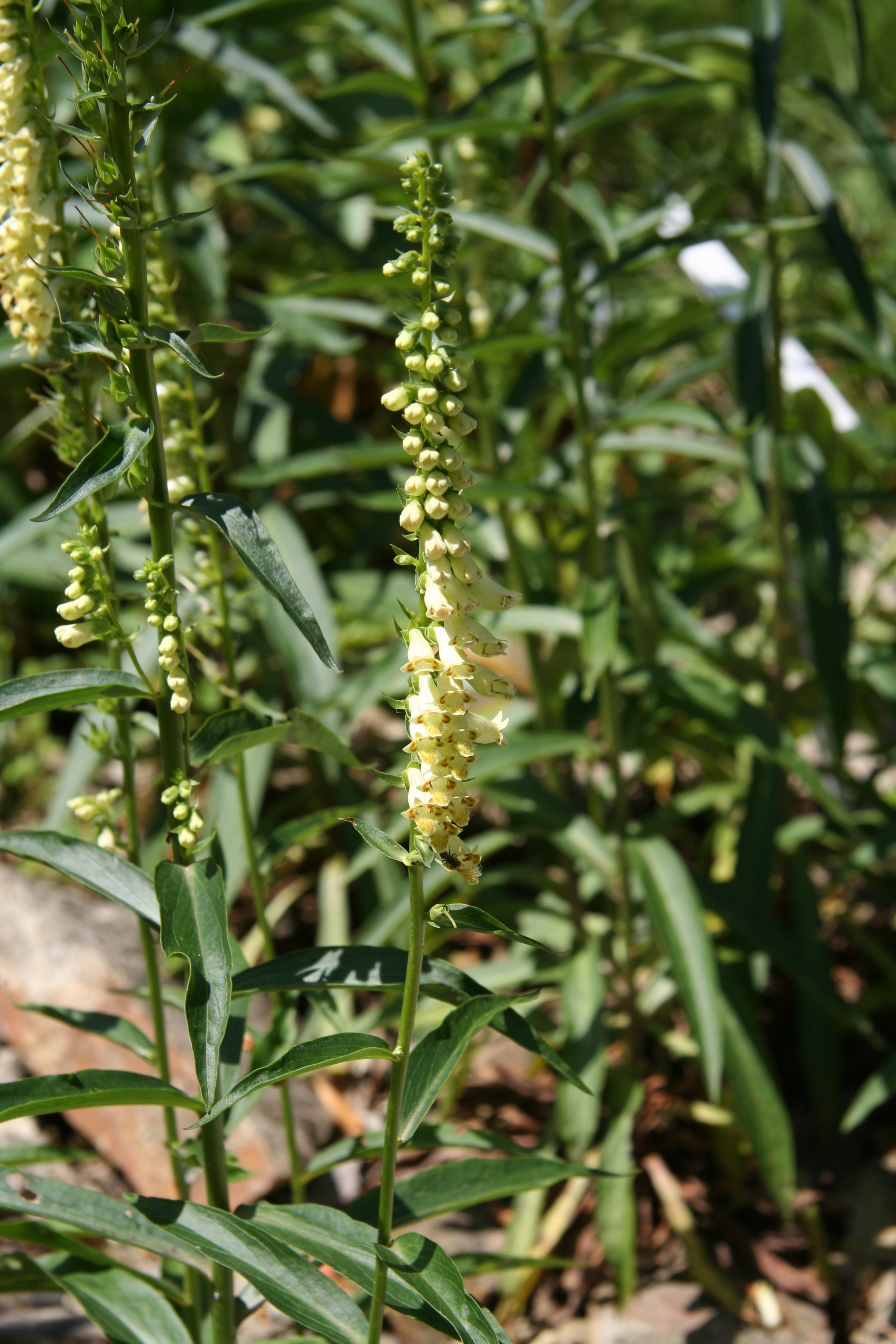
Digitale dell’Appennino
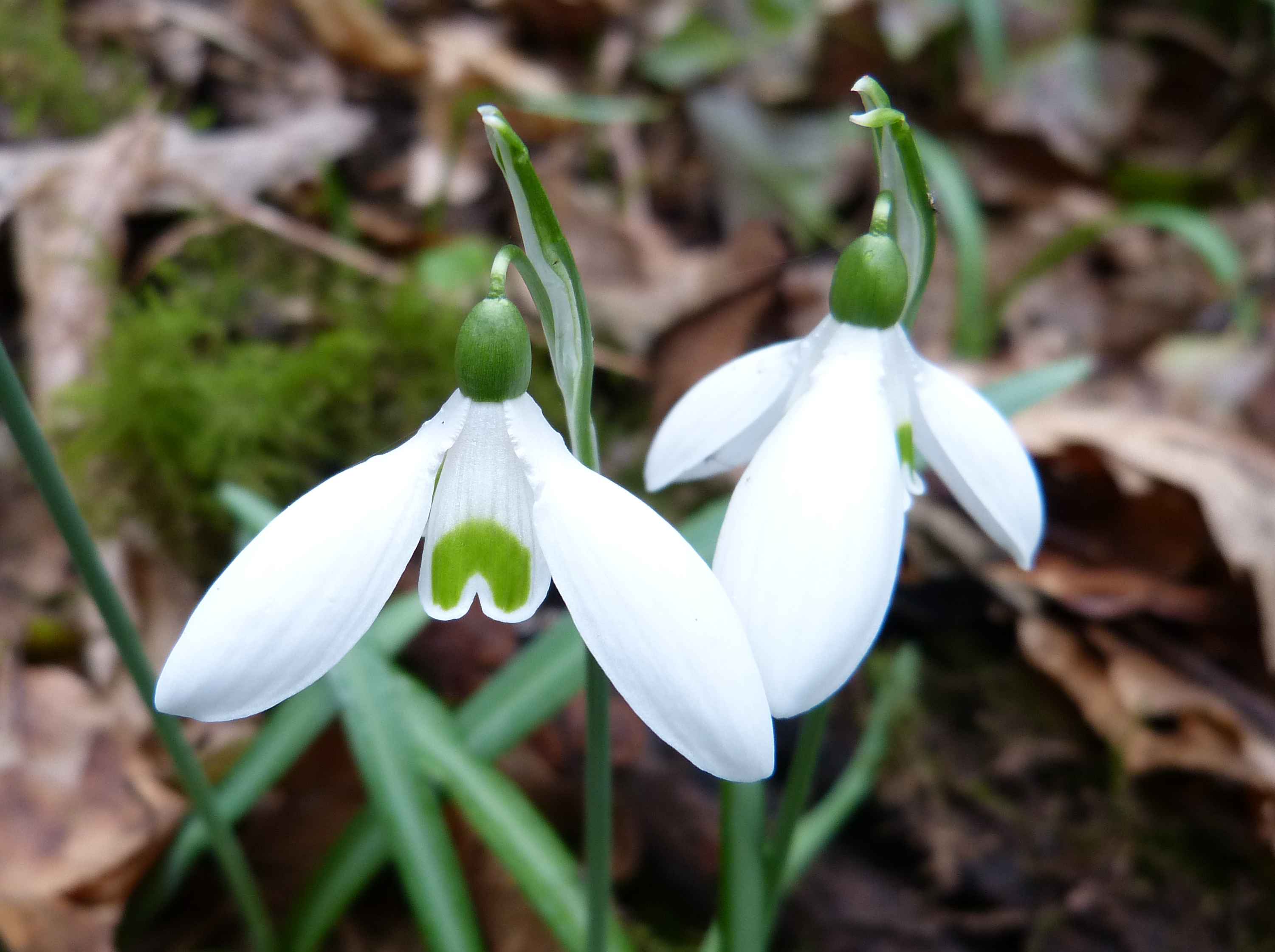
Bucaneve

## Fauna
Questo sito Natura 2000 in particolare, interno al Parco del Monte Subasio, esprime una elevata biodiversità per le molteplici specie animali di interesse comunitario e conservazionistico segnalate.

### Invertebrati
Per le caratteristiche ecologiche varie e diversificate, le praterie e gli arbusteti della sommità del Monte Subasio presentano gli habitat ideali per alcune specie di farfalle rare e a rischio: la Callimorfa era (Callimorpha (Euplagia, Panaxia) quadripunctaria*), la Eufidriade di Provenza (Euphydryas (Eurodryas, Hypodryas) aurinia), la Ibernia di Anker (Erannis ankeraria), la Mnemosine (Parnassius mnemosyne), la Maculinea del timo (Maculinea arion) e il Bombice del prugnolo (Eriogaster catax). Nelle praterie ricche di specie vegetali è presente l’ortottero più grande d’Europa, la Stregona dentellata (Saga pedo).

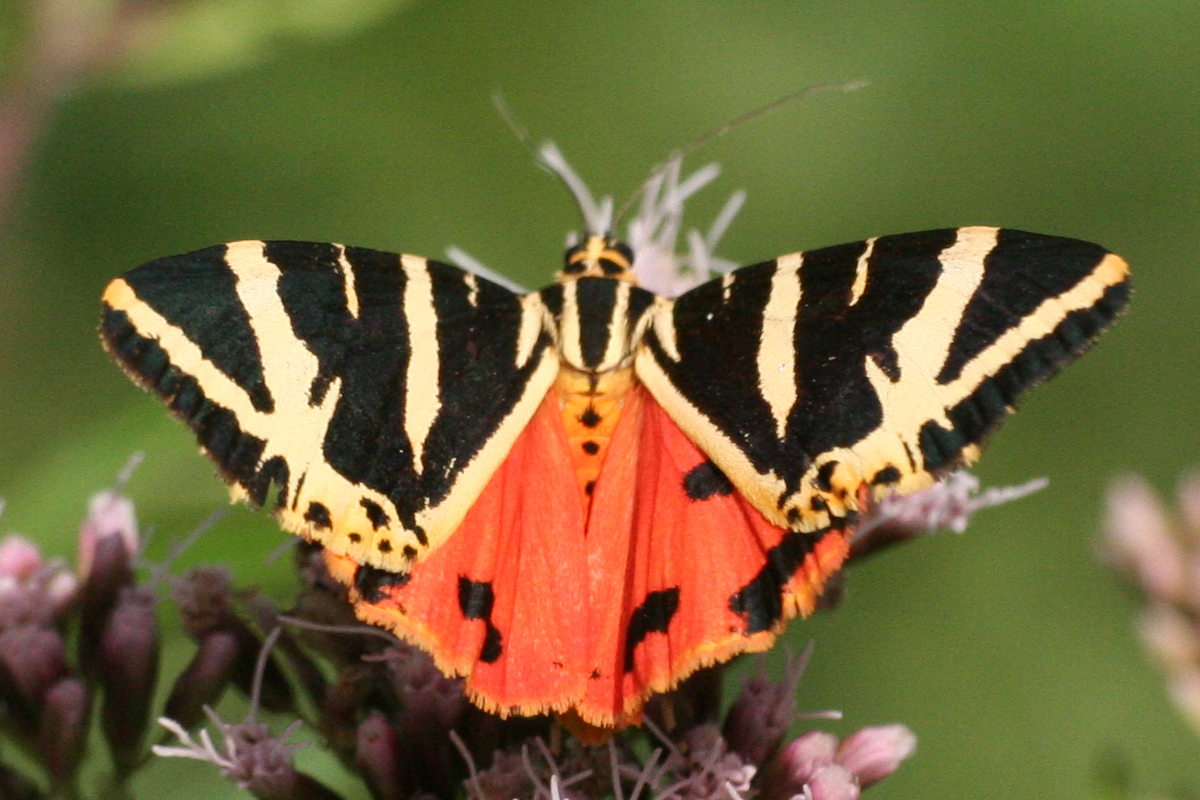
Callimorfa era
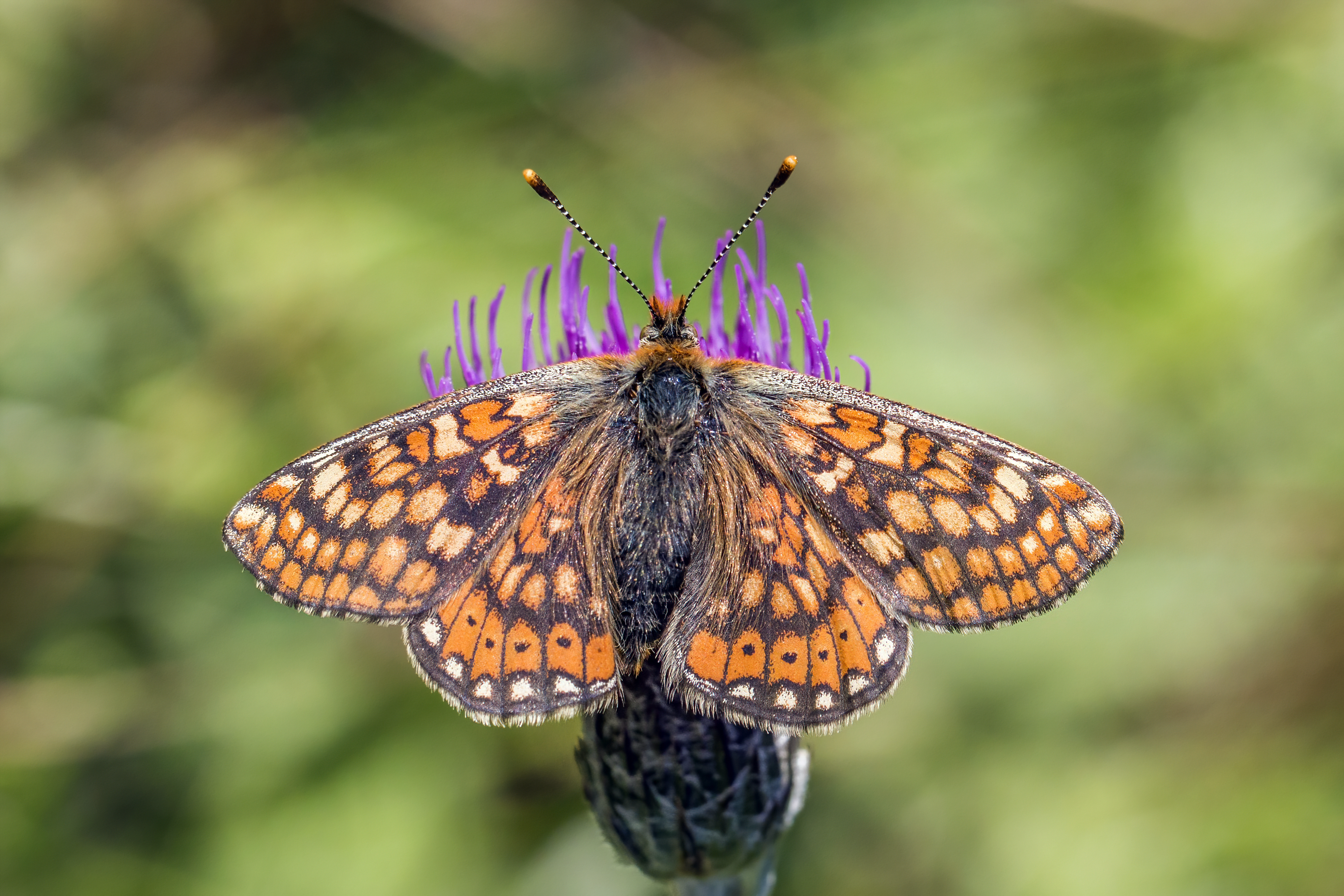
Eufidriade di Provenza
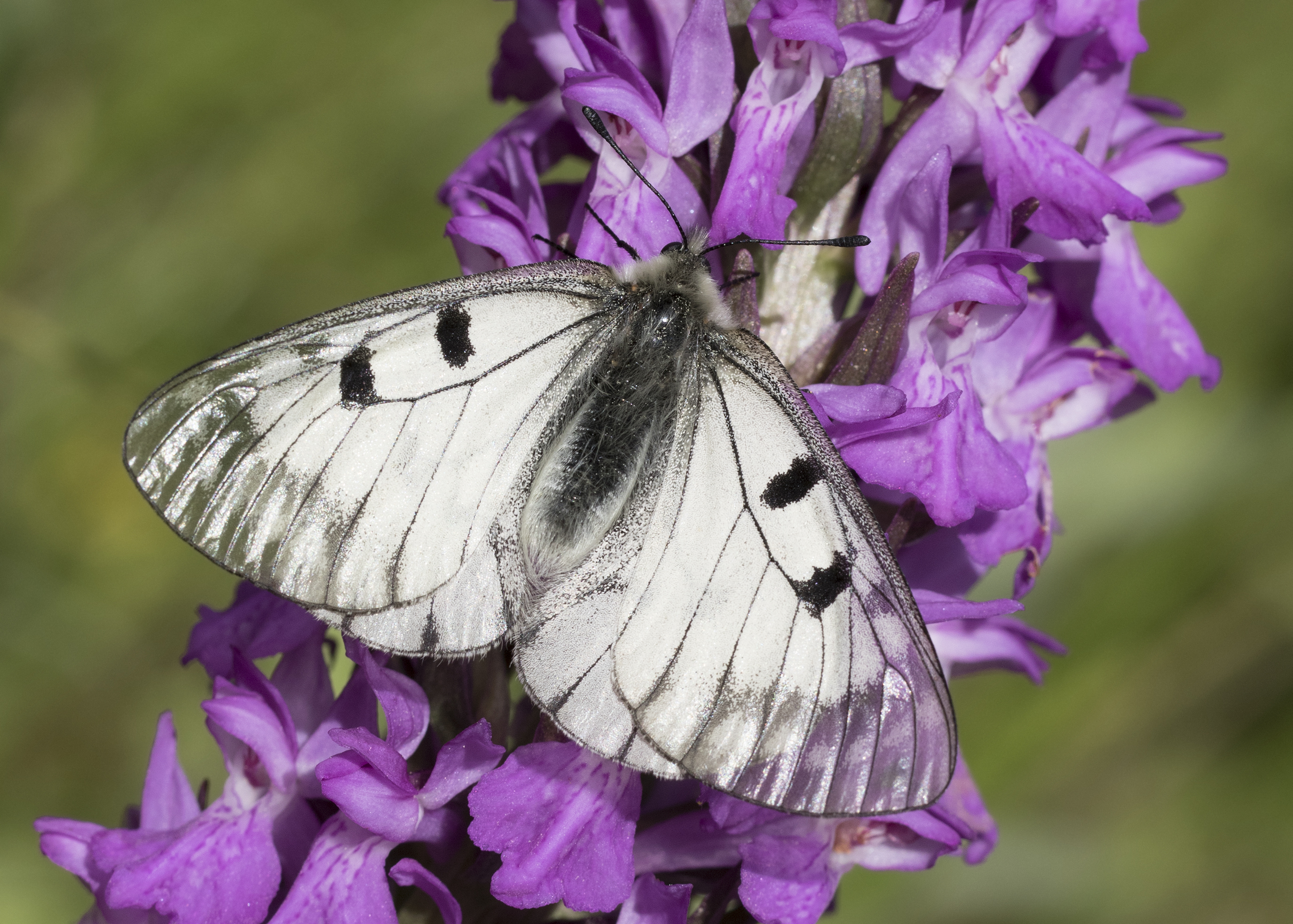
Mnemosine
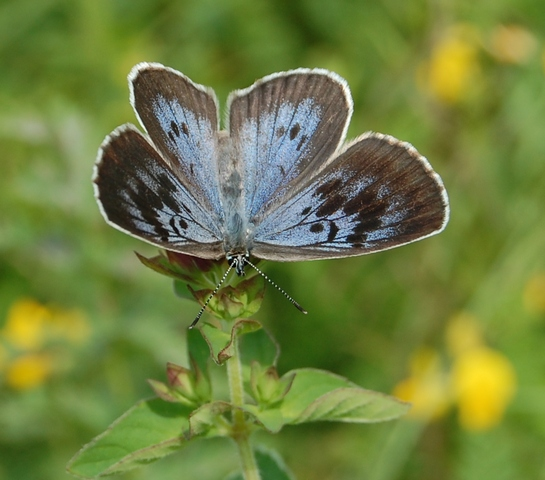
Maculinea del timo
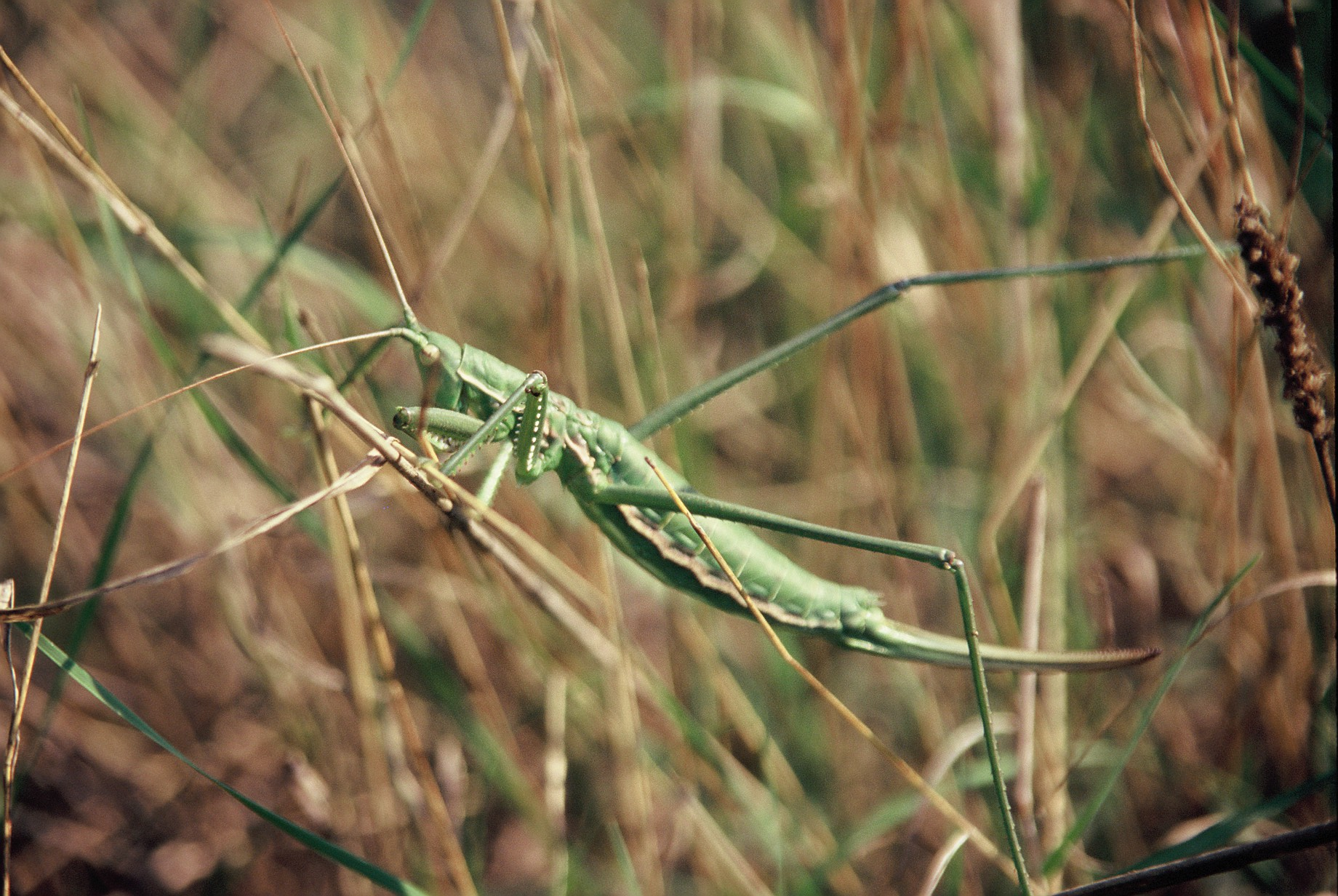
Stregona dentellata

### Anfibi e rettili
Fra gli anfibi nell’area è segnalata la Rana agile (Rana dalmatina), il cui stato di conservazione a livello nazionale è in peggioramento a causa delle trasformazioni ambientali operate dall’uomo. È, fra le specie di rana italiche, la meno legata all'ambiente acquatico, frequenta infatti i boschi e i prati, entrando in acqua solo nel periodo della riproduzione fra gennaio ed aprile.
Fra i rettili presenti nell’area, si ricordano quelli tutelati dalla Direttiva Habitat: il ramarro occidentale (Lacerta bilineata), la lucertola muraiola (Podarcis muralis) e un innocuo serpente tipico dei boschi, il biacco (Coluber viridiflavus).

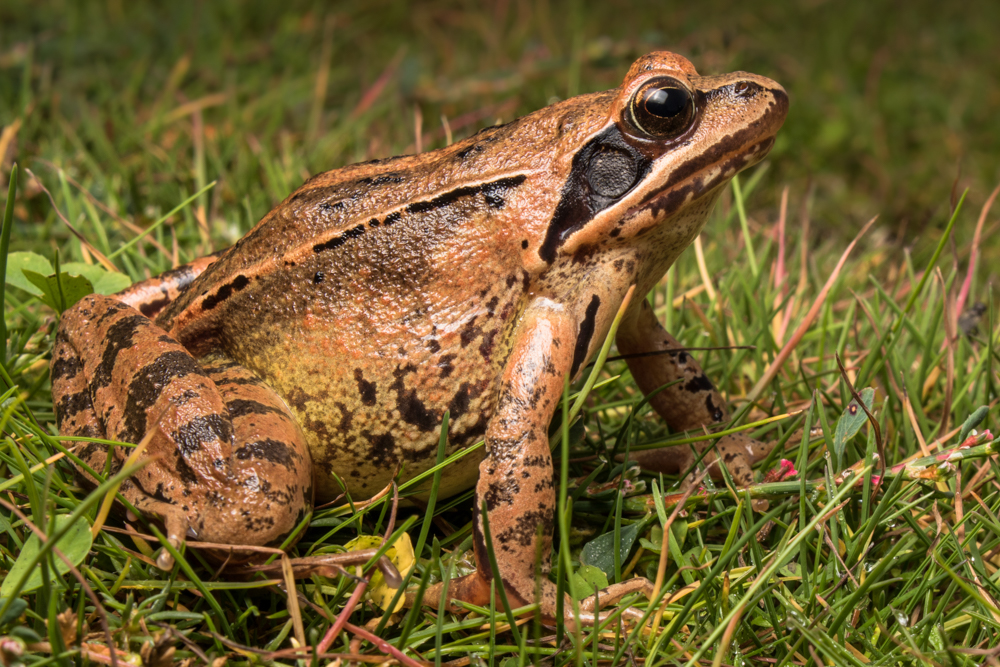
Rana dalmatina
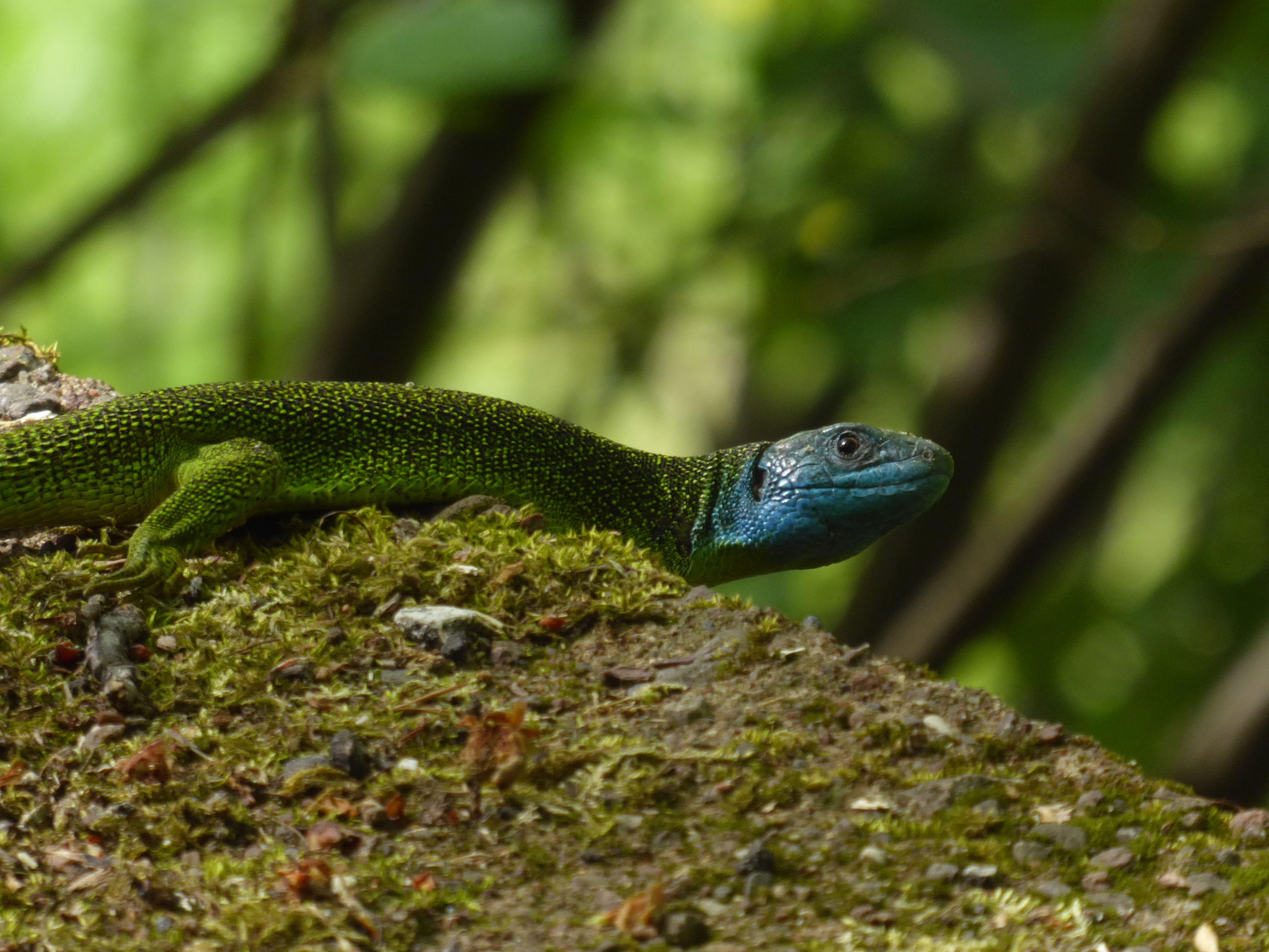
Ramarro occidentale
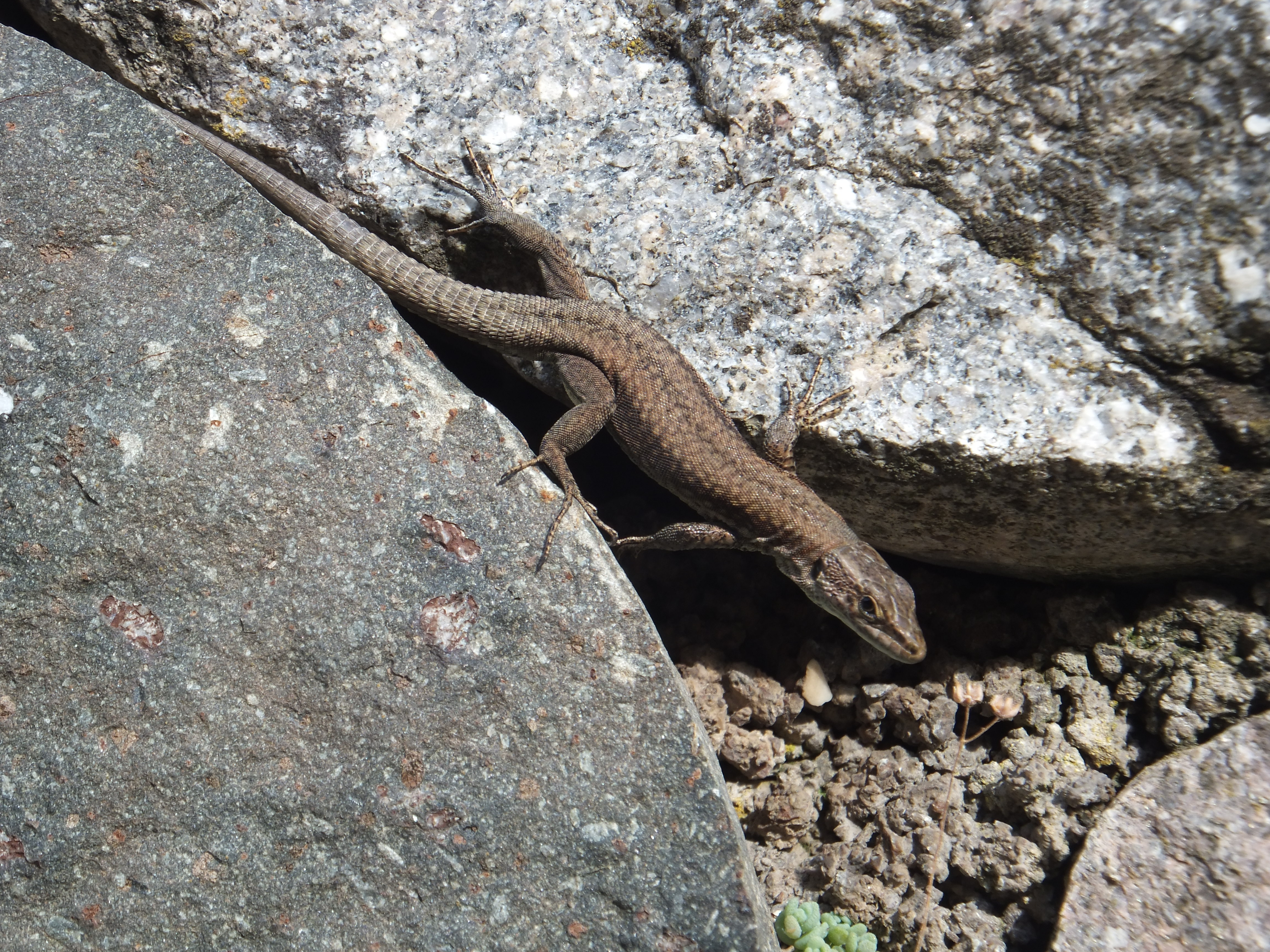
Lucertola muraiola
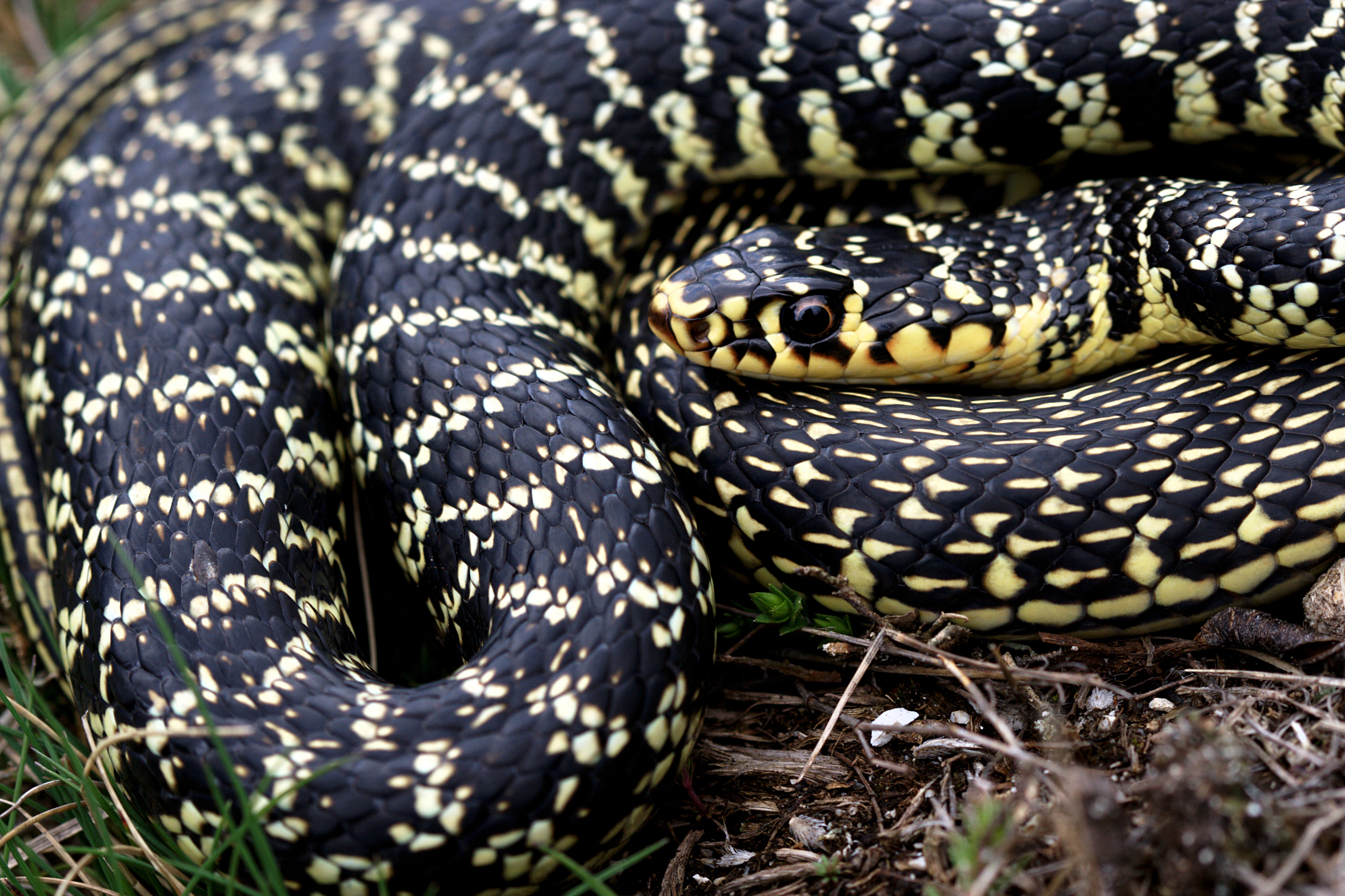
Biacco

### Mammiferi
Numerose specie di mammiferi frequentano i boschi e le radure della sommità del Monte Subasio. In particolare, è segnalata la presenza del Lupo (Canis lupus italicus) e dell’Istrice (Hystrix cristata). Sono segnalate, inoltre, anche due specie di chirotteri (pipistrelli) tutelati dalla Direttiva Habitat. Si tratta del Ferro di cavallo maggiore (Rhinolophus ferrumequinum) e del Vespertilio smarginato (Myotis emarginatus).

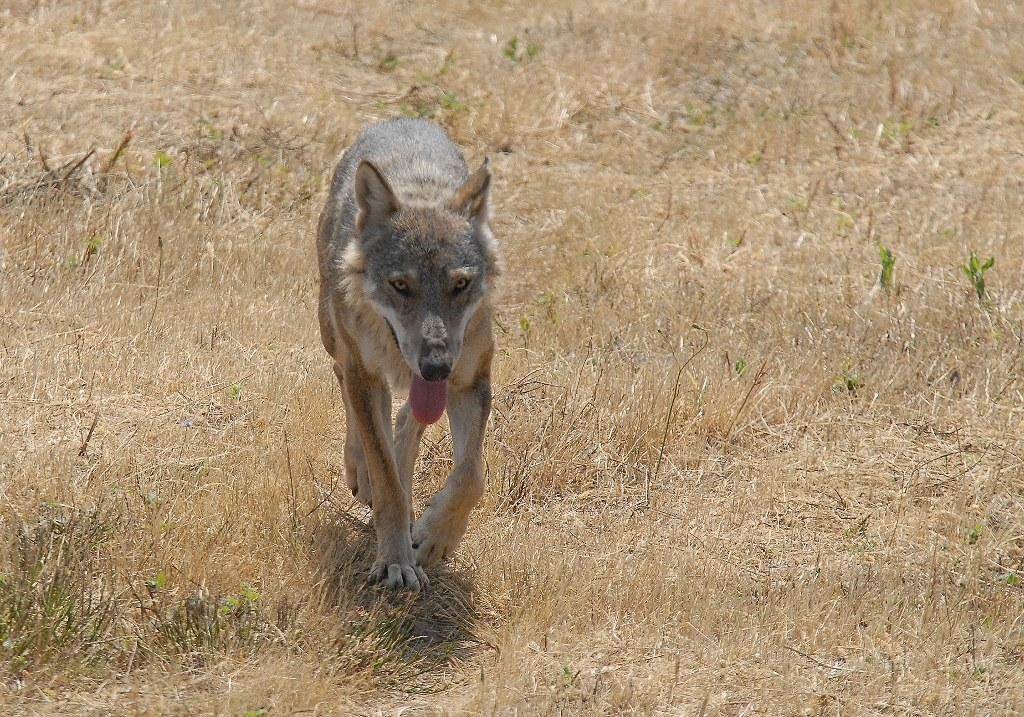
Lupo
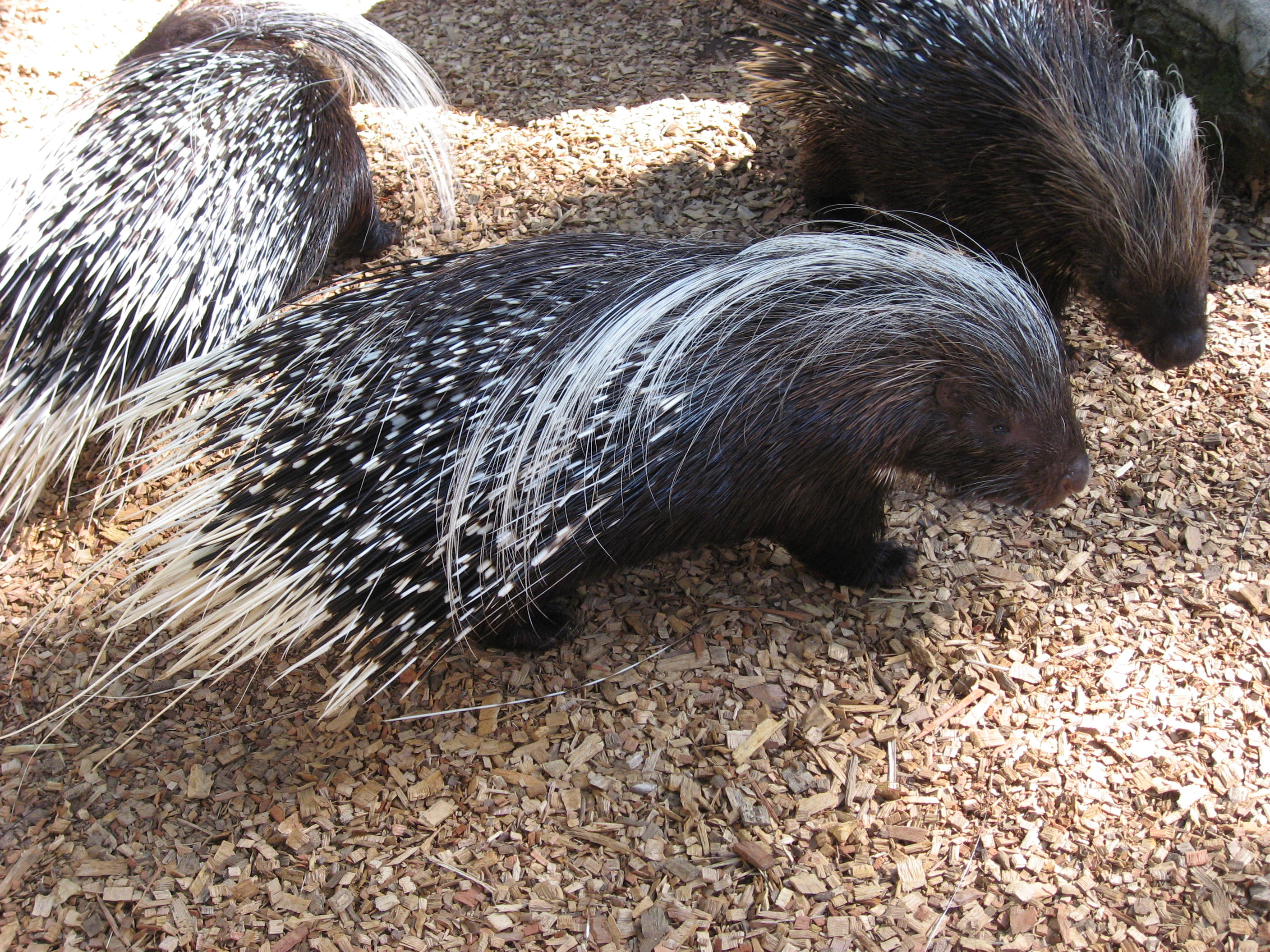
Istrice
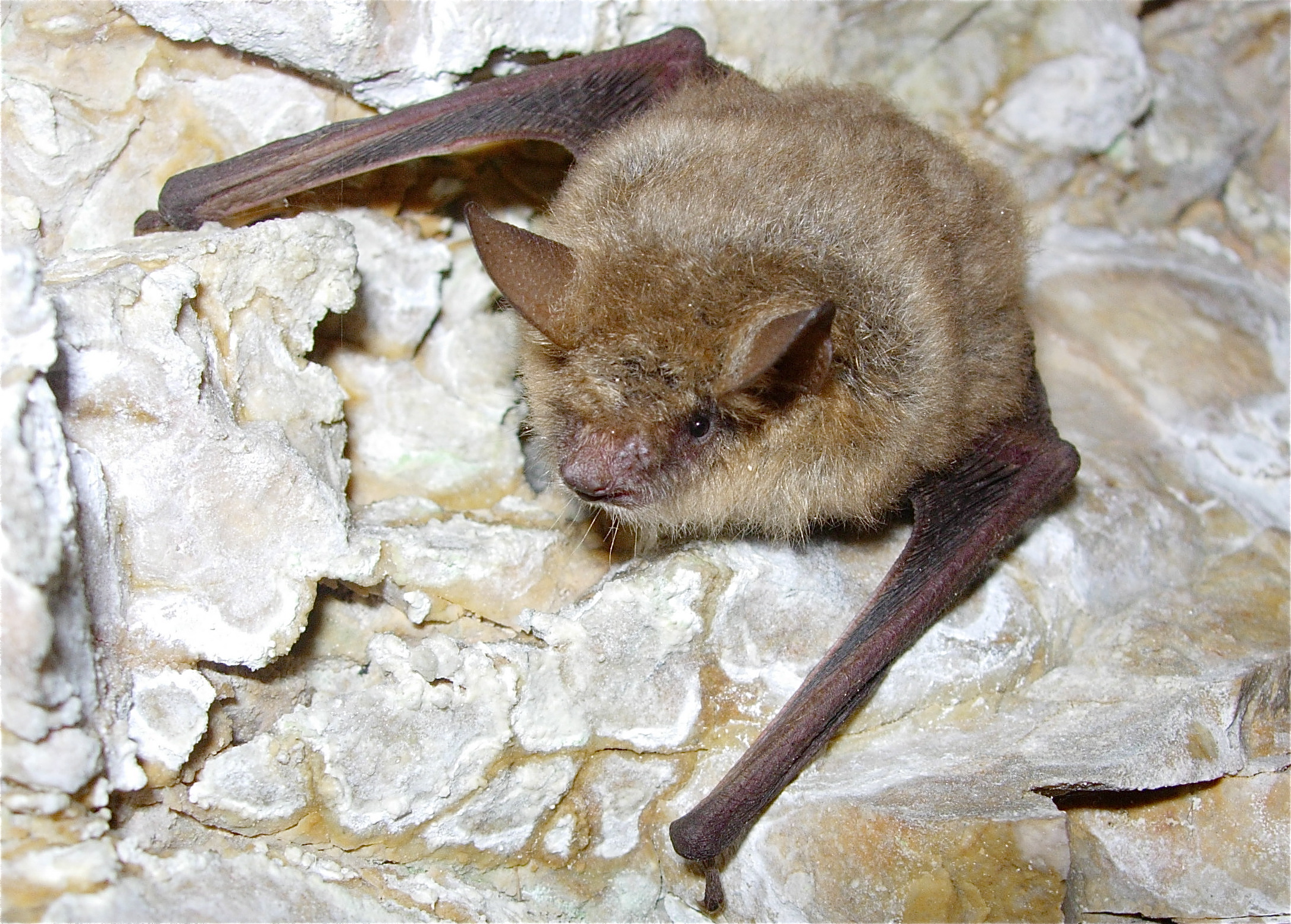
Vespertilio smarginato

### Uccelli
Sulla sommità del monte Subasio sono state segnalate circa 80 specie di uccelli tutelate dalle Direttive Uccelli e Habitat. Alcune prediligono le praterie, gli arbusteti e i boschi aperti con radure. Sono la Tottavilla (Lullula arborea), l’Averla piccola (Lanius collurio), che frequenta gli arbusteti, e il Succiacapre (Caprimulgus europaeus), il cui habitat d’elezione sono i boschi aperti con radure, il Calandro (Anthus campestris) e la Starna (Perdix perdix) che prediligono le praterie aride della sommità. Tra le altre specie di interesse, l’area è frequentata da alcuni falconiformi quali il raro Sparviero (Accipiter nisus), la Poiana comune (Buteo buteo) e il Gheppio (Falco tinnunculus).

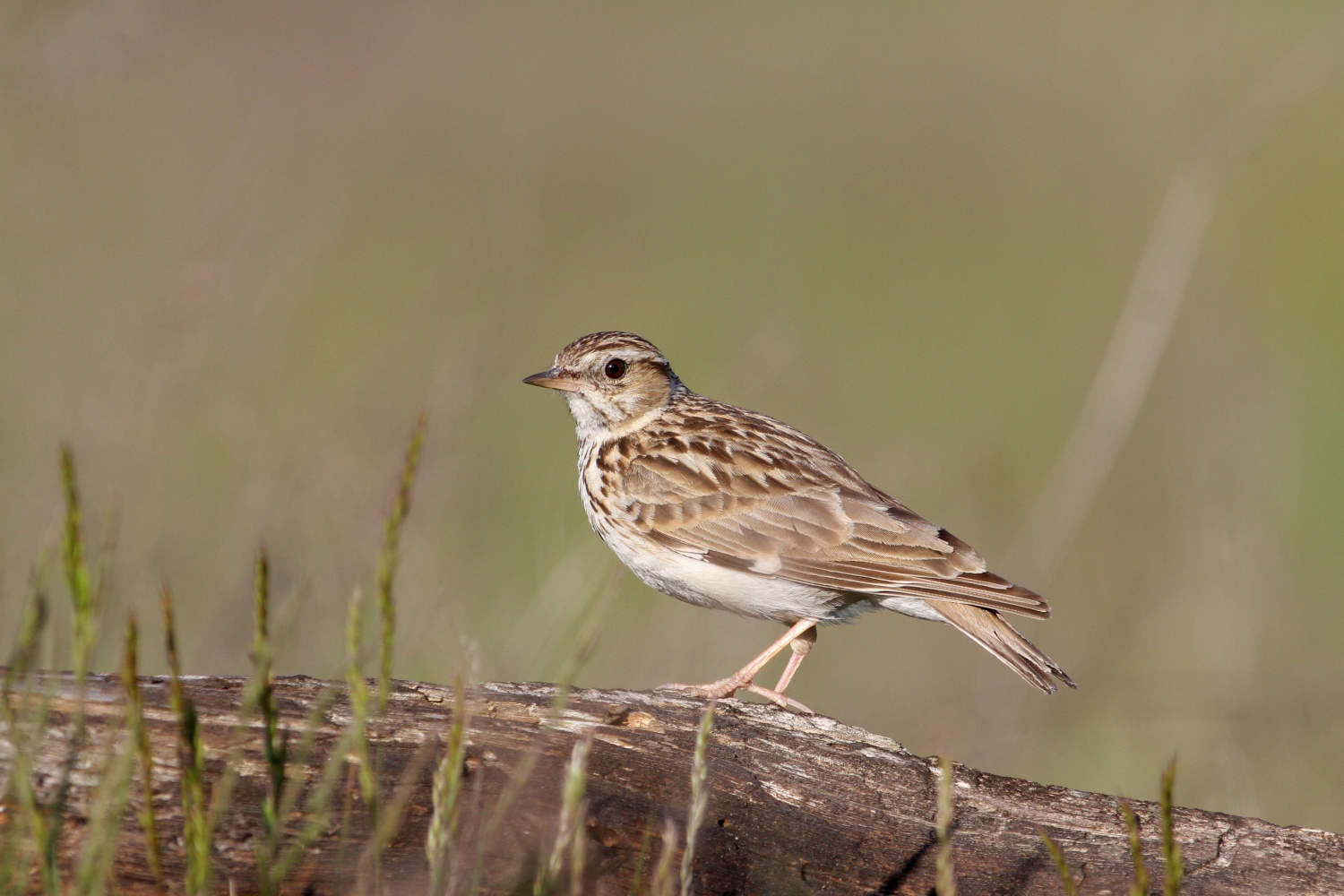
Tottavilla
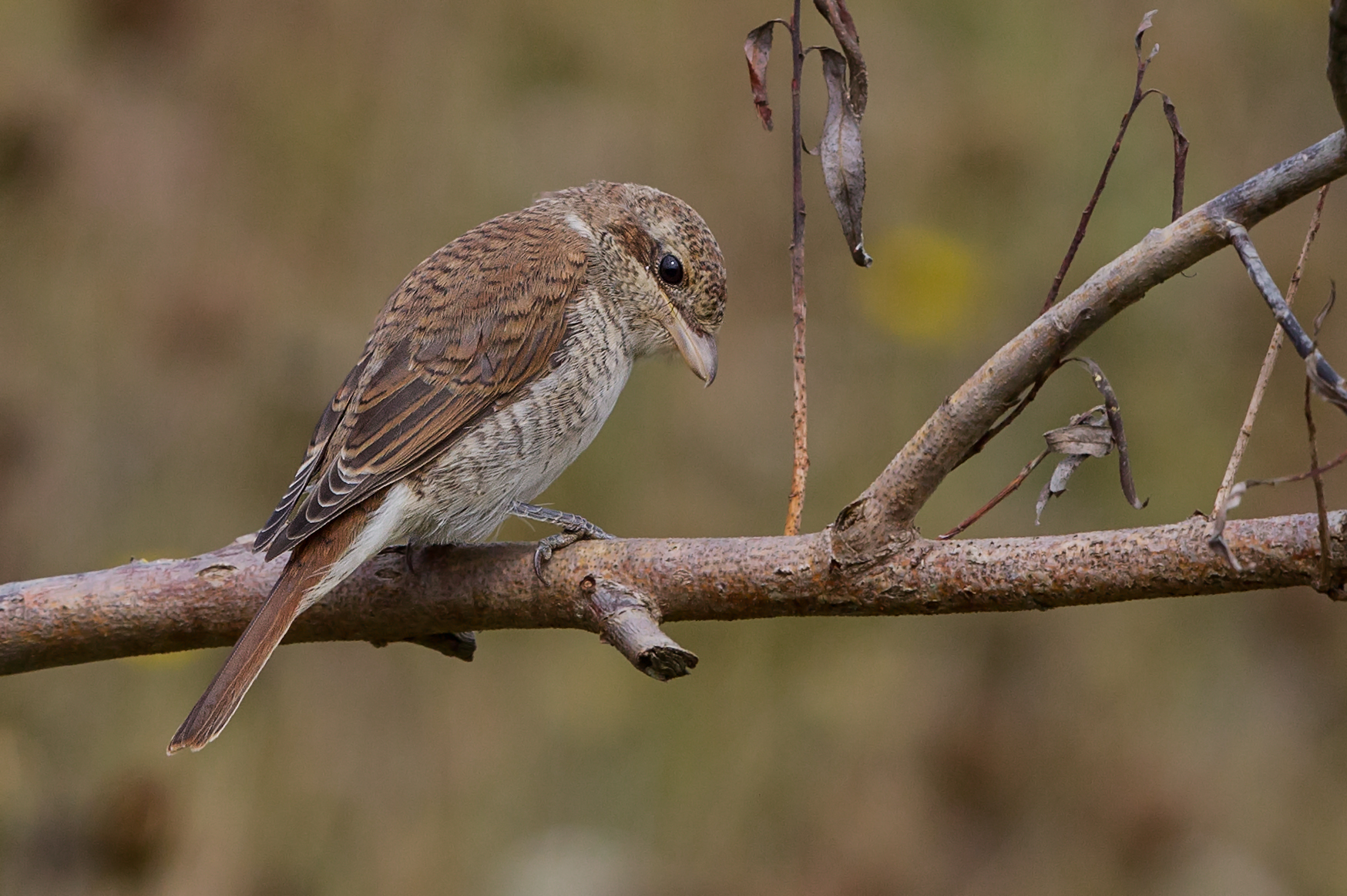
Averla piccola
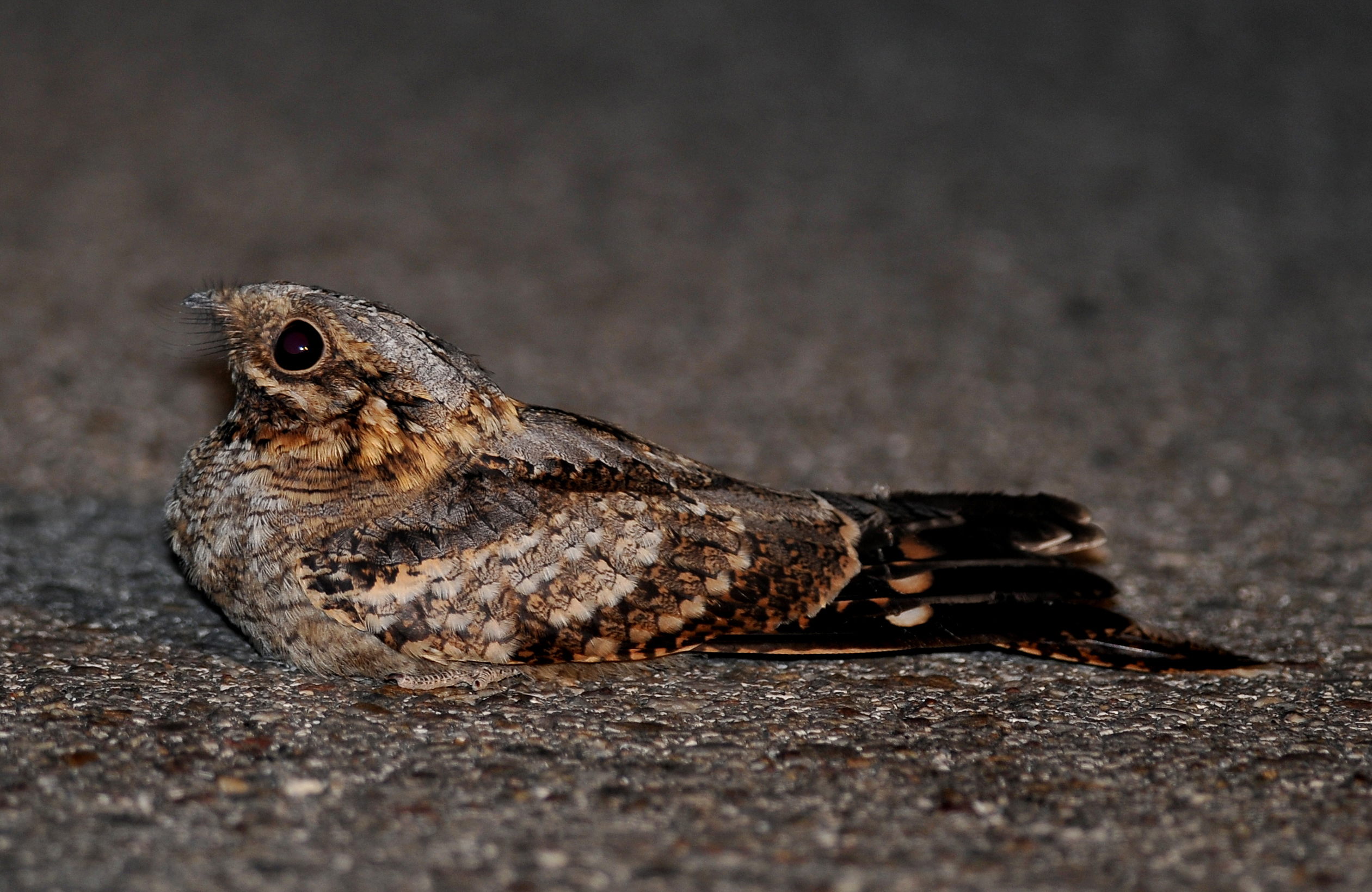
Succiacapre
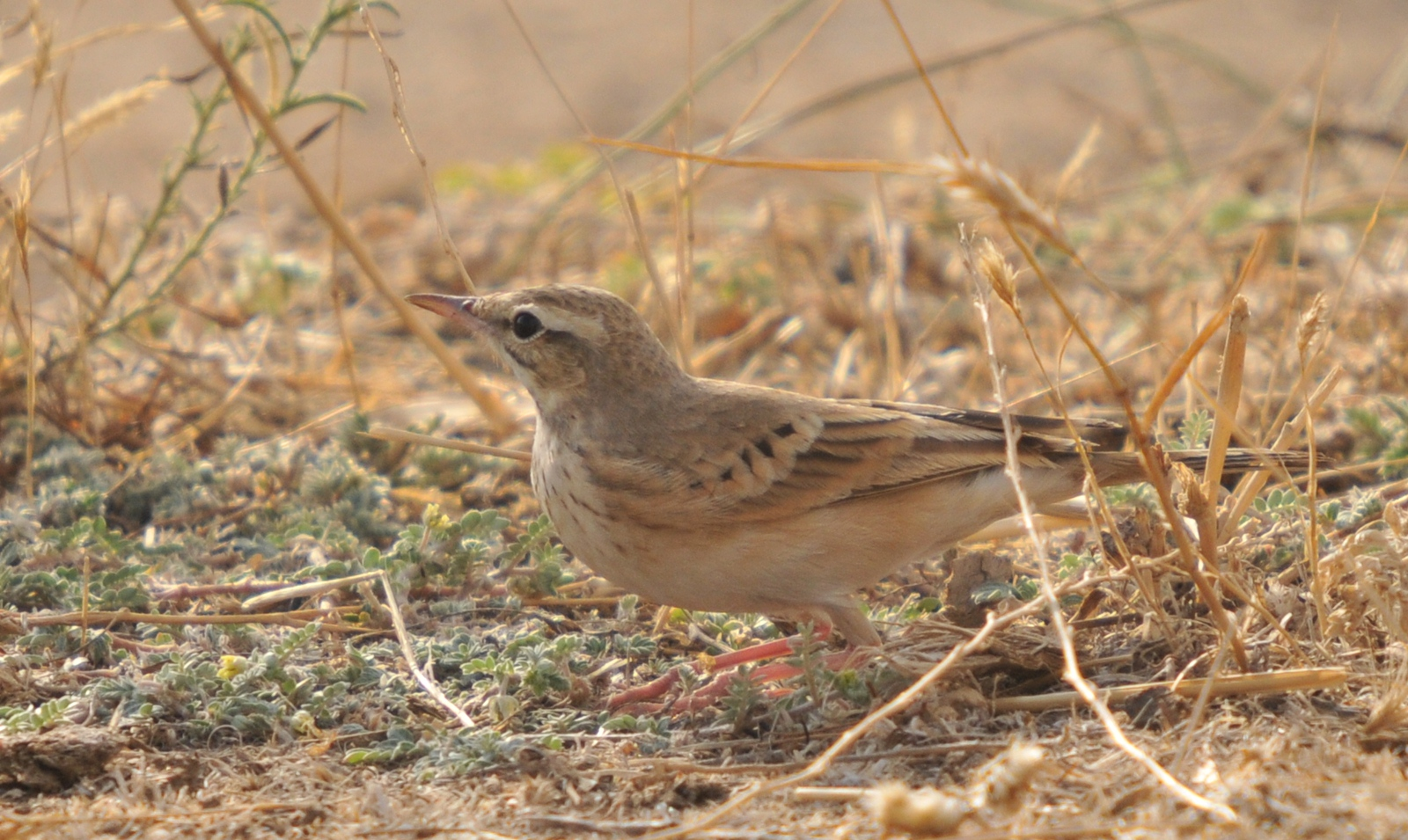
Calandro
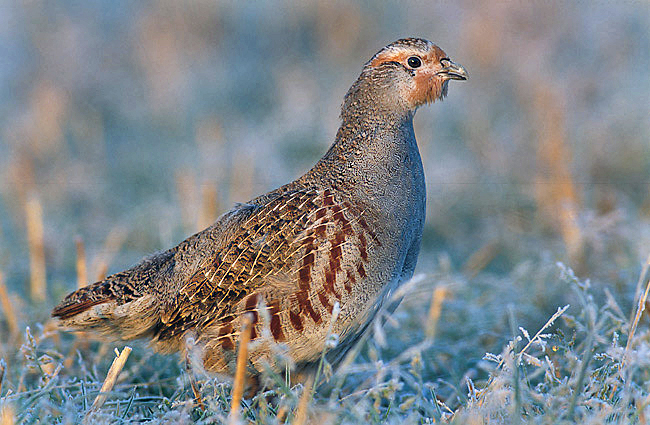
Starna
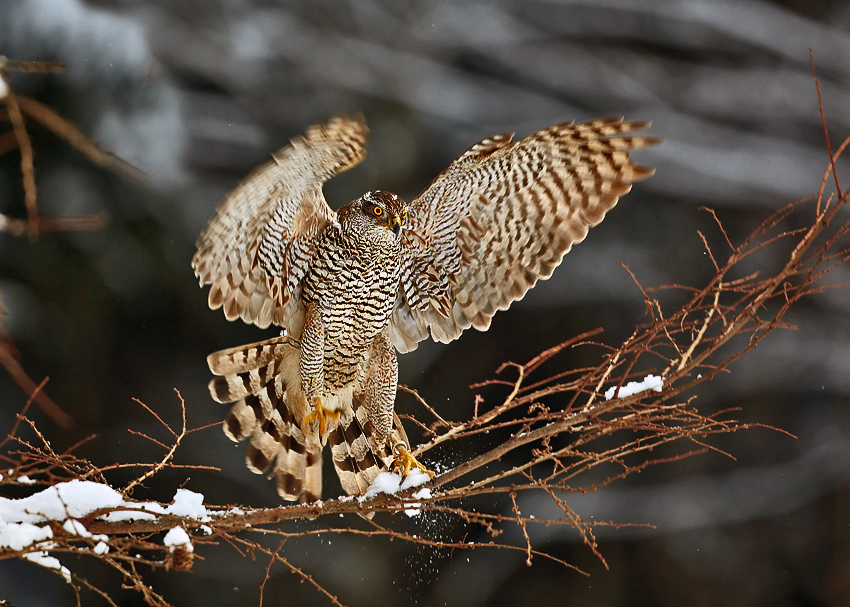
Sparviero
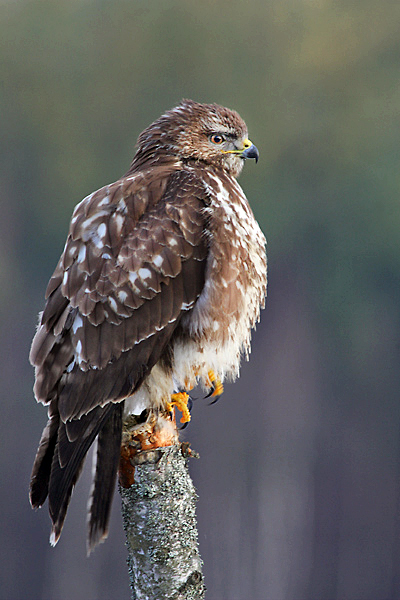
Poiana comune
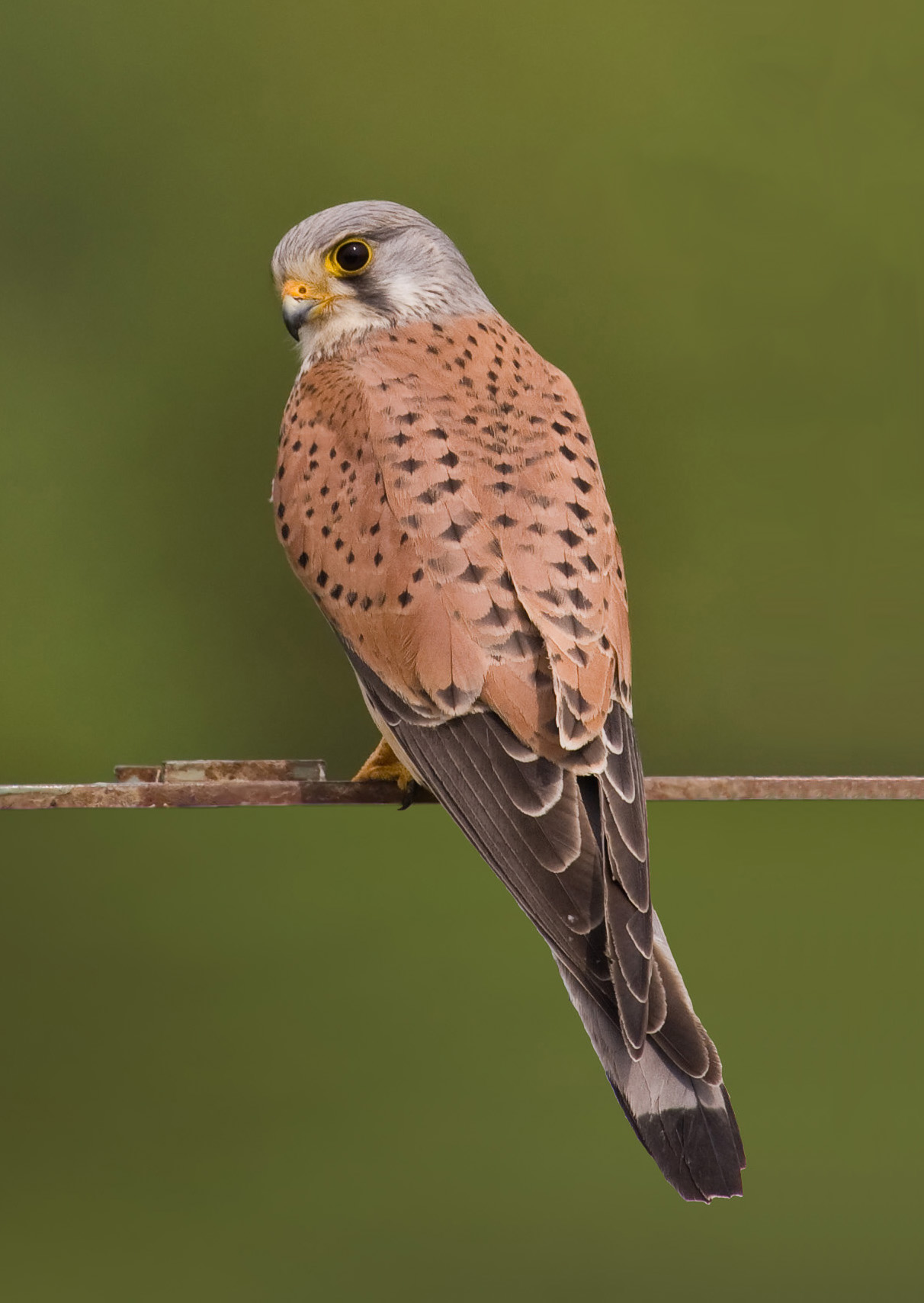
Gheppio

## Gestione
Le misure di conservazione del sito Monte Subasio (sommità), adottate dalla Regione Umbria, sono volte alla conservazione e alla tutela degli habitat e delle specie presenti nel sito Natura 2000. Le Misure hanno l’obiettivo di ridurre gli interventi di trasformazione e semplificazione ambientale attraverso la regolamentazione, in particolare, delle attività selvi-colturali ed agricole. Inoltre, per limitare il disturbo umano sugli habitat e sulle specie presenti, sono state regolamentate sia le attività di realizzazione di strutture e infrastrutture, sia le attività di fruizione delle aree oggetto di tutela. Le misure di conservazione sono armonizzate con il regolamento del Parco regionale del Monte Subasio.